# Qardaha District
Qardaha District (arabiska: منطقة القرداحة) är ett distrikt i Syrien.   Det ligger i provinsen Latakia, i den västra delen av landet, 210 kilometer norr om huvudstaden Damaskus.
Trakten runt Qardaha District består till största delen av jordbruksmark. Runt Qardaha District är det tätbefolkat, med 493 invånare per kvadratkilometer.